# Hellas Chaos
Hellas Chaos és una estructura geològica del tipus chaos a la superfície de Mart, situada amb el sistema de coordenades planetocèntriques a -45.19 ° de latitud N i 71.38 ° de longitud E. Fa 590.62 km de diàmetre. El nom va ser fet oficial per la UAI l'any 1994 i el pren d'una característica d'albedo.